# Offermannsheide
Offermannsheide ist ein Ortsteil der Gemeinde Kürten im Rheinisch-Bergischen Kreis.

## Lage und Beschreibung
Offermannsheide liegt südlich von Kürten an der Gemeindegrenze zu Lindlar zwischen Engeldorf und der Landesstraße 284 auf einem Höhenzug. In Offermannsheide entspringt der Ölsiefen, ein Nebengewässer der Sülz.

## Geschichte
Erste Hinweise auf Offermannsheide stammen aus dem 13. Jahrhundert verbunden mit einem Kapellenbau. Um 1550 sind erstmals Messfeiern durch den Pastor aus Kürten in der Kapelle nachgewiesen. Das geschah nur an hohen Festtagen. Ansonsten mussten die Menschen den weiten Weg nach Kürten auf sich nehmen. Erst ab 1781 gab es Bemühungen um einen ständigen Gottesdienst vor Ort. Der so genannte „Heldenpastor“ Johann Peter Ommerborn war von 1793 bis 1796 als Vikar und Seelsorger in Offermannsheide tätig und erbaute das heute noch stehende Pfarrhaus. 1882 wurde die alte und inzwischen baufällig gewordene Kapelle abgerissen und mit dem Bau der neuen Kirche im neuromanischen Stil begonnen. Sie wurde bereits 1883 fertiggestellt.
Die Topographia Ducatus Montani des Erich Philipp Ploennies aus dem Jahre 1715, Blatt Amt Steinbach, belegt, dass der Ort, dort Ofermannsheid genannt, bereits 1715 bestand und aus mehreren Höfen bestand. Aus der Charte des Herzogthums Berg 1789 von Carl Friedrich von Wiebeking geht hervor, dass Offermannsheide zu dieser Zeit Teil der Honschaft Engelsdorf im Kirchspiel Kürten war.
Unter der französischen Verwaltung zwischen 1806 und 1813 wurde das Amt Steinbach aufgelöst und Offermannsheide wurde politisch der Mairie Kürten im Kanton Wipperfürth im Arrondissement Elberfeld zugeordnet. 1816 wandelten die Preußen die Mairie zur Bürgermeisterei Kürten im Kreis Wipperfürth. Offermannsheide gehörte zu dieser Zeit zur Gemeinde Kürten.
Der Ort ist auf der Topographischen Aufnahme der Rheinlande von 1824 als Offermannsheid und auf der Preußischen Uraufnahme von 1840 als Oppermannsheide verzeichnet. Ab der Preußischen Neuaufnahme von 1892 ist er auf Messtischblättern regelmäßig als Offermannsheide verzeichnet.
1822 lebten 12 Menschen im als Hof kategorisierten Ort.  Der 1845 laut der Uebersicht des Regierungs-Bezirks Cöln als Weiler kategorisierte Ort mit Kapelle besaß zu dieser Zeit zwei Wohnhäuser. Zu dieser Zeit lebten acht Einwohner im Ort, davon alle katholischen Bekenntnisses. Im Gemeindelexikon für die Provinz Rheinland von 1888 werden fünf Wohnhäuser mit 19 Einwohnern angegeben. Im Jahr 1905 zählt der Ort fünf Wohnhäuser mit 24 Einwohnern.
1927 wurden die Bürgermeisterei Kürten in das Amt Kürten überführt. In der Weimarer Republik wurden 1929 die Ämter Kürten mit den Gemeinden Kürten und Bechen und Olpe mit den Gemeinden Olpe und Wipperfeld zum Amt Kürten zusammengelegt. Der Kreis Wipperfürth ging am 1. Oktober 1932 in den Rheinisch-Bergischen Kreis mit Sitz in Bergisch Gladbach auf.
1975 entstand aufgrund des Köln-Gesetzes die heutige Gemeinde Kürten, zu der neben den Ämtern Kürten, Bechen und Olpe ein Teilgebiet der Stadt Bensberg mit Dürscheid und den umliegenden Gebieten kam.

## Sonstiges
- Die St. Sebastianus Schützenbruderschaft Offermannsheide e. V. ist überregional als Verein für Sportschützen bekannt.[9]